# Viktor Ždanovič
Viktor Francevič Ždanovič (in russo Виктор Францевич Жданович?; Leningrado, 27 gennaio 1938) è un ex schermidore sovietico, vincitore di tre  medaglie d'oro nella scherma ai giochi olimpici.